# Ernst Adolf Brauer
Ernst Brauer (* 3. Juni 1851 in Dresden; † 17. Februar 1934 in Karlsruhe) war ein deutscher Professor für Maschinenbau.

## Leben
Ernst Adolf Brauer wurde 1851 in Dresden als Sohn des Musikalien- und Kunsthändlers Adolf Brauer geboren. Er studierte in Dresden und an der TH Berlin-Charlottenburg. Er war Mitglied des Corps Altsachsen Dresden. Von 1869 bis 1873 war er bei den Hüttenwerken Gröditz beschäftigt. Ab 1875 war er Assistent an der TH Berlin-Charlottenburg. Ein Jahr später wurde er zum Privatdozent ernannt. Im Jahr 1883 wurde er als Nachfolger von Philipp Waibler (1824–1902) an die Technische Hochschule Darmstadt berufen. Brauer war Professur für Maschinenkunde und gehörte zu den Gründervätern des Darmstädter Maschinenbaus.
Von 1888 bis 1892 war Ernst Adolf Brauer Dekan der Maschinenbauschule. Am 24. Februar 1892 wurde er aus dem hessischen Staatsdienst entlassen, weil er als ordentlicher Professor an die TH Karlsruhe wechselte. Dort wurde er u. a. Direktor des Mechanischen Labors.
Ernst Brauer war 1899/1900 Rektor der TH Karlsruhe. Im Oktober 1919 wurde er emeritiert, unterrichtete danach aber noch in Sondergebieten weiter.
Ernst Brauer war seit 1880 Mitglied des Vereins Deutscher Ingenieure (VDI).

## Schriften
- Maschinenwesen in: Philipp Zorn, Herbert von Berger (Schriftleitung): Deutschland unter Kaiser Wilhelm II., hrsg. v. Siegfried Körte, Friedrich Wilhelm von Loebell u. a. 3 Bände. R. Hobbing, Berlin 1914.

## Ehrungen
- 1896: Hofrat[2]
- 1905: Geheimer Hofrat[2]
- 1918: Geheimer Hofrat II. Klasse[2]
- 1921: Dr. Ing. Eh. der TH Darmstadt
- 1922: Ehrenmitgliedschaft des VDI-Bezirksvereins Karlsruhe[2]